# Boston-Maine Airways
Boston-Maine Airways var ett flygbolag i Portsmouth, New Hampshire i USA. Det bildades i mars 1999 och genomförde sina premiärflygningar i maj år 2000 under namnet Pan Am Clipper Connection. Flygverksamheten upphörde i februari 2008.